# Phaonia lepelleyi
Phaonia lepelleyi este o specie de muște din genul Phaonia, familia Muscidae, descrisă de Fritz Isidore van Emden în anul 1943.
Este endemică în Kenya. Conform Catalogue of Life specia Phaonia lepelleyi nu are subspecii cunoscute.